# Santa Cecilia (La Cruz)
Santa Cecilia es el segundo distrito del cantón de La Cruz, en la provincia de Guanacaste, de Costa Rica.

## Ubicación
Está ubicado en la región noroccidental del país y limita con el distrito de La Garita al oeste, el cantón de Upala al sur y al este, el cantón de Liberia al sur y Nicaragua al norte.
Su cabecera, el pueblo de Santa Cecilia, está ubicada a 29,6 km (30 minutos) al este de la ciudad de La Cruz, y 290 km (4 horas 10 minutos) al noroeste de San José, la capital de la nación.

## Geografía
Santa Cecilia cuenta con un área de 258,01 km² y una altitud media de 337 m s. n. m.
Es el distrito de menor tamaño del cantón por superficie.  Aunque su parte suroeste es montañosa, presenta un relieve llano en la mayor parte de su territorio. 

## Demografía
Para el año 2022, Santa Cecilia cuenta con una población estimada de 9269 habitantes, y para el último censo efectuado, en 2011, Santa Cecilia contaba con una población de 6258 habitantes.

## Localidades
- Barrios: Ángeles, Corrales Negros,La Lajosa,Millonarios, Pueblo Nuevo.
- Poblados: Argendora, Armenia, Belice, Bellavista,El Caoba, Lajosa,La Virgen,Los Palmares,Los Angeles,La Esperanza,Las Brisas,Las Marías,San Antonio,Las Delicias, Piedras Azules,San Cristóbal, San Rafael, San Vicente, Santa Elena.

## Economía
Las principales actividades económicas del distrito son la agricultura (cítricos, tubérculos, jengibre, raíces arroz, maíz, plátano, frijol, chile picante, pipián, y ayote) y la ganadería. 
Aunque también el turismo rural, de la mano con la reforestación, tiene una presencia importante. Hay supermercados, tiendas, ferreterías, panaderías, almacenes, carnicerías y restaurantes.
Entre las actividades comerciales se puede mencionar el intercambio de productos agrícolas y ganaderos en el pueblo de Santa Cecilia.

## Transporte

### Carreteras
Al distrito lo atraviesan las siguientes rutas nacionales de carretera:
- Ruta nacional 4
- Ruta nacional 170